# Октябрське (Теренкольський район)
Октя́брське (каз. Октябрь) — село у складі Теренкольського району Павлодарської області Казахстану. Адміністративний центр Октябрського сільського округу.
Населення — 641 особа (2021; 744 у 2009, 956 у 1999, 1496 у 1989).
Національний склад станом на 1989 рік:
- росіяни — 41 %;
- казахи — 26 %.